# Deerhoof
Deerhoof ist eine US-amerikanische Indie-Rock-Band, die 1994 in San Francisco gegründet wurde. Die Band ist für ihre unkonventionellen Musikstrukturen bekannt und wird von den meisten Kritikern positiv aufgenommen.

## Geschichte
Im März 1994 gründeten der Schlagzeuger und Keyboarder Greg Saunier und der Gitarrist Rob Fisk die Band. Der Gründer des Labels Kill Rock Stars, Slim Moon, nahm die beiden 1995 unter Vertrag. Noch im selben Jahr erschienen die Singles Return of the Wood M'Lady und For Those of Us on Foot. 1996 stieß Satomi Matsuzaki dazu, die von Tokio nach San Francisco gezogen war. Obwohl sie vorher noch keine professionellen Erfahrungen als Sängerin gemacht hatte, war sie fortan für den Gesang zuständig. Später heirateten Matsuzaki und Saunier.
1997 erschien das erste Album, The Man, the King, the Girl. Nach der Veröffentlichung des zweiten Albums Holdypaws, bei dem Matsuzaki erstmals auch Bass spielte, verließen Rob Fisk und Kelly Goode die Band. Letzter, der das Keyboard der Band übernommen hatte, war erst im Februar 1998 hinzugekommen. Nach der Aufnahme des dritten Albums Halfbird trat John Dieterich der Band als Gitarrist bei, der gemeinsam mit Greg Saunier auch Gastparts bei Alben der Band Xiu Xiu haben sollte. Halfbird erschien 2001.
Der Durchbruch kam mit der 2002 veröffentlichten, vierten Platte, Reveille. 2003 kam Chris Cohen als zweiter Gitarrist neu dazu, der zu dieser Zeit auch in seiner Band The Curtains spielte. 2006 trat er wieder aus. Zwischen 2003 und 2005 folgten drei weitere Alben, Apple O', Milk Man und The Runners Four. Während Apple O' an nur einem Nachmittag entstand, wollte man mit The Runners Four ein längeres Album produzieren, weshalb es eine ungefähr doppelt so lange Laufzeit als die Vorgängeralben hat. Schon vor dem Erscheinen des achten Albums Friend Opportunity 2007 hatte sich die Band bereits einen großen Bekanntheitsgrad gesichert. Reveile und Apple O' waren in der Liste der besten 100 Alben von 2000 bis 2004 von Pitchfork Media. Friend Opportunity erreichte in einer Woche Platz vierzehn der US-amerikanischen Billboard Top Independent Album Charts. Gemeinsam mit Filmmusikkomponist Ed Shearmur arbeitete die Band, zu deren Fans neben Matt Groening auch Yeah Yeah Yeahs-Sängerin Karen Orzolek gehört, am Soundtrack zum 2007 uraufgeführten Independentfilm Dedication.

## Stil
Satomi Matsuzakis Gesang ist hell, brüchig und schief. Instrumental bestimmen „erschütternde Beats, stechende Sirenen-Einlagen, eine Gitarrensaite, die wie ein 10-Tonnen-Gewicht auf einem 20-Tonnen-Trampolin landet“ die Musik Deerhoofs. Die Band wird oft dem Noise-Rock zugeordnet. Auf Friend Opportunity würde sich Progressive-Rock-Eleganz mit Folk-Elementen und naiver Popmusik vermischen, so Andreas Schnell in Intro.

## Diskografie

### Alben
- 1997: The Man, the King, the Girl
- 1999: Holdypaws
- 2001: Halfbird
- 2002: Reveille
- 2003: Apple O'
- 2004: Milk Man
- 2005: The Runners Four
- 2007: Friend Opportunity
- 2008: Offend Maggie
- 2011: Deerhoof vs. Evil
- 2012: Breakup Song
- 2014: La Isla Bonita
- 2016: The Magic
- 2017: Mountain Moves
- 2020: Future Teenage Cave Artists
- 2020: Love-Lore
- 2021: Actually, You Can
- 2023: Miracle-Level
- 2025: Noble And Godlike In Ruin

### EPs und Singles
- 1995: Return of the Wood M'Lady
- 1995: For Those of Us on Foot
- 2002: My Pal Foot Foot
- 2005: Green Cosmos
- 2005: Se Piangi, Se Ridi
- 2006: Untitled E.P.
- 2006: +81
- 2012: Fête D'Adieu

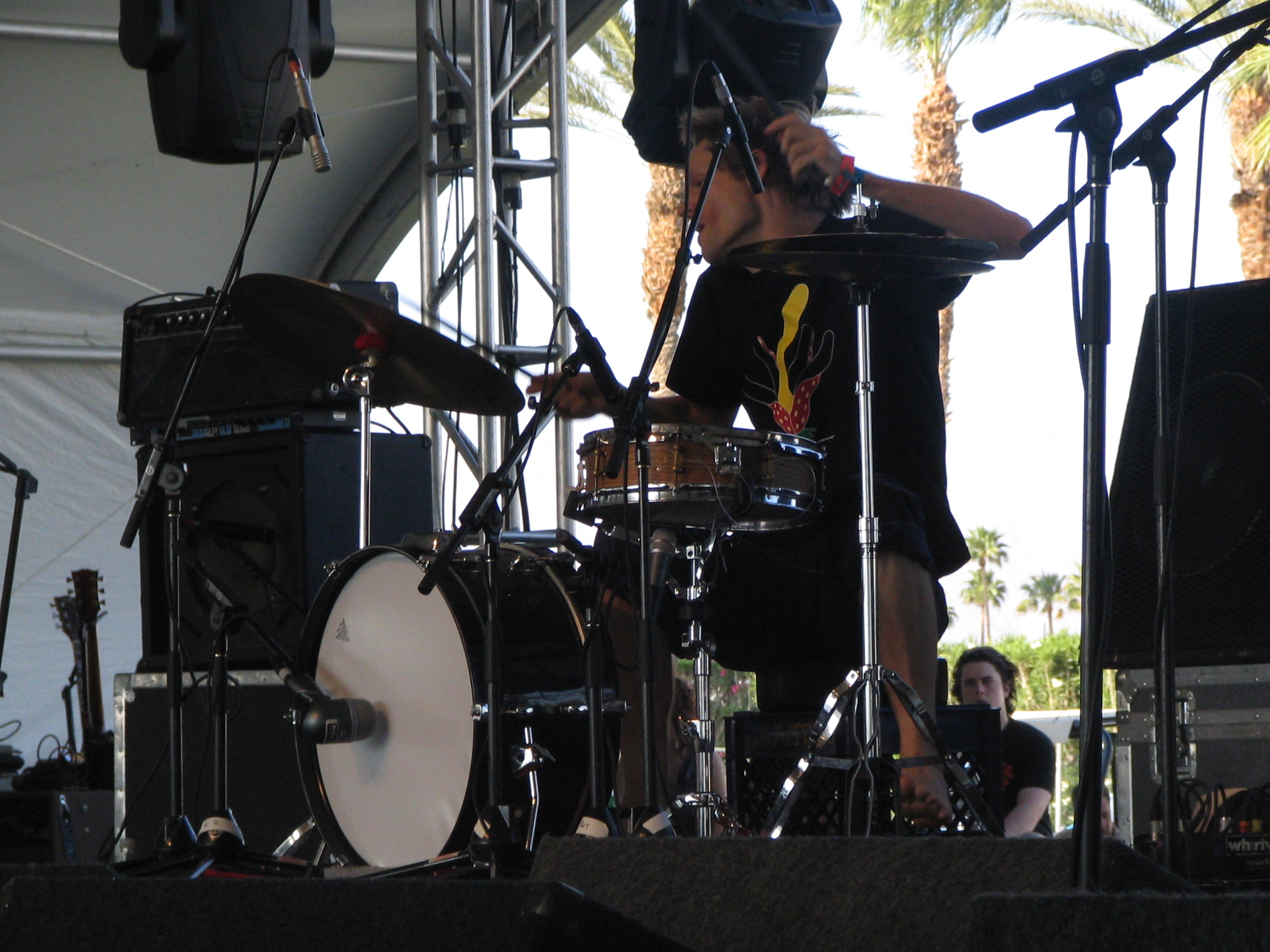
Greg Saunier, 2006
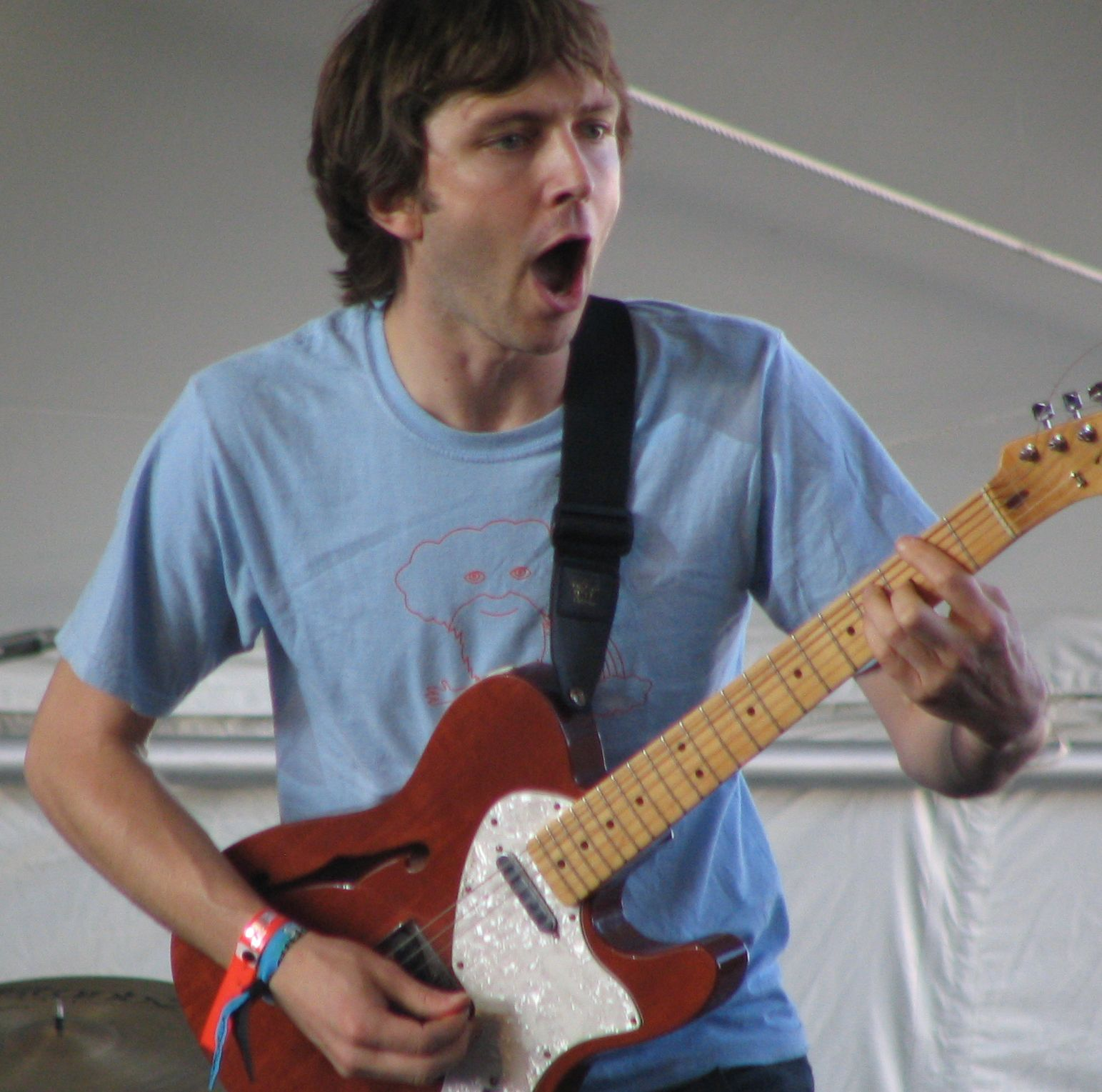
John Dietrich, 2006
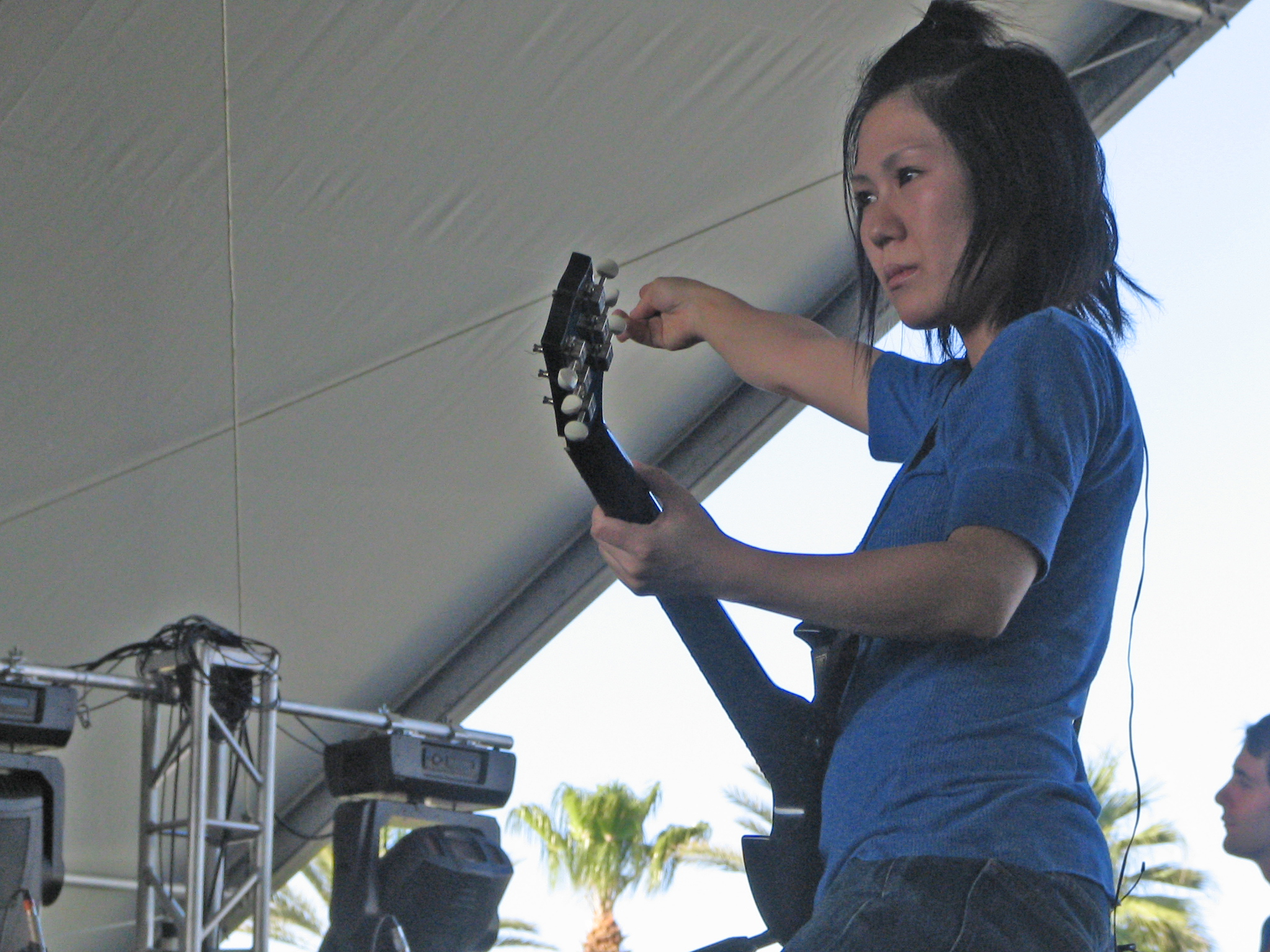
Satomi Matsuzaki, 2006